# WORLD ORDER
World Order (ワールド・オーダー Wārudo Ōdā), cách điệu hóa thành WORLD ORDER, là một ban nhạc Nhật Bản do võ sĩ Genki Sudo thành lập sau khi kết thúc sự nghiệp võ thuật tổng hợp (MMA). Ban nhạc này rất nổi tiếng với những màn trình diễn theo dáng dấp người máy. Màn biểu diễn được sáng tác và sắp xếp chặt chẽ để trình bày ở những nơi công cộng. Tính đến tháng 1 năm 2019, kênh YouTube của World Order đã có hơn 130 triệu lượt xem.

## Lịch sử

### 2009–2015: Sự nghiệp bắt đầu,World Ordervà2012
World Order ra đời vào năm 2009 bởi Genki Sudo và 4 người khác trong nhóm sau khi Sudo kết thúc sự nghiệp võ thuật tổng hợp của mình. Đội hình ban đầu bao gồm các thành viên hiện tại Yusuke Morisawa và Hayato Uchiyama, cũng như các thành viên cũ Genki Sudo, Ryo Noguchi và Kiyoyuki Sakiyama. Trước đó, Sudo đã từng là một võ sĩ võ thuật hỗn hợp, Đại học Takushoku Giám đốc bộ phận đấu vật, và diễn viên.  Các nghệ sĩ hoạt động trong thể loại nhạc techno như Takashi Watanabe và Ken Ishii đã giúp tạo ra hình ảnh âm nhạc của World Order.  Tại Nhật Bản, sau vài lần xuất hiện trên các chương trình truyền hình nổi tiếng, sự công nhận tên của World Order đã mở rộng ra công chúng. Nhóm đã giành được sự đánh giá cao, đặc biệt là từ nước ngoài, vì họ chơi theo khuôn mẫu trực quan của nhân viên văn phòng Nhật Bản và các màn trình diễn múa robot.  Trong một cuộc phỏng vấn năm 2014 với Japan Times, Sudo nói: "Khi chúng tôi bắt đầu, tôi thích ý tưởng thêm một chút hài hước vào định kiến Hollywood rằng tất cả người dân Nhật Bản đều nghiêm túc nên tôi quyết định chúng tôi nên nhảy theo cách robot đeo kính và  bộ quần áo.
Vào ngày 16 tháng 12 năm 2009, World Order đã phát hành bài hát đầu tay cùng tên "World Order" trên iTunes.  Vào ngày 7 tháng 7 năm 2010, ban nhạc đã phát hành album đầu tay,  World Order .  Video âm nhạc cho "Mind Shift" được phát hành trên YouTube vào ngày 24 tháng 7, giới thiệu hai thành viên mới, Masato Ochiai và Akihiro Takahashi và biến World Order thành một nhóm 7 thành viên.  Ban nhạc đã được công nhận cho bài hát "Machine Civilization" năm 2011 của họ, được sản xuất để đáp ứng với Trận động đất sóng thần Tōhoku 2011. Video nhạc "2012", phát hành vào ngày 25 tháng 10 năm 2011, chứng kiến sự ra đi của Kiyoyuki Sakiyama, được thay thế một cách hiệu quả bởi Takeshi Jonishi.  Nó đã được tiết lộ rằng các thành viên đã không uống nhiều nước để tiết kiệm thời gian ghé thăm phòng tắm, tuy nhiên thời tiết rất nóng để mặc com lê.  Hậu quả, 3 thành viên phải nhập viện trong khi 2 người khác gần như phải nhập viện. Sau đó, họ đã phát hành một video âm nhạc cho "Aquarius" vào ngày 15 tháng 5 năm 2012.
Vào ngày 15 tháng 3 năm 2012, tại một sự kiện quảng cáo cho Dell Streak Pro tại Tokyo, World Order đã đặt Kỷ lục Guinness cho "Vũ điệu Robot lớn nhất" với 647 người.  Ban nhạc nhảy theo bài hát "World Order" cùng với 640 vũ công. Kỷ lục này sau đó đã bị phá vỡ vào năm 2013 bởi Hiệp hội Nhà ở Đại học và Đại học Quốc gia tại Đại học Pittsburgh.
Vào ngày 20 tháng 6 năm 2012, ban nhạc đã phát hành album thứ hai  2012 , đạt vị trí thứ 6 trên bảng xếp hạng Album hàng tuần của Oricon. Vào ngày 29 tháng 8 năm 2012, nhóm đã phát hành một video âm nhạc cho "Change Your Life", một bài hát nằm trong album  2012 .
Vào ngày 21 tháng 9 năm 2012, nhóm đã phát hành một video âm nhạc cho "Permanent Revolution", được quay tại Hàn Quốc và cố gắng phản ánh một thông điệp chính trị về quan hệ đối tác của Hàn Quốc, Trung Quốc và Nhật Bản.  Đĩa đơn được phát hành cùng với bài hát Find the Light.
Vào ngày 20 tháng 4 năm 2013, World Order đã biểu diễn tại Nippon Budokan, thường được sử dụng như một đấu trường trong nhà để tổ chức các cuộc thi võ thuật nhưng được nhiều nhạc sĩ sử dụng.
Vào ngày 17 tháng 6 năm 2013, một video âm nhạc cho "Chủ nghĩa đế quốc" đã được phát hành, với sự ra mắt của Ryuta Tomita, thay thế cho sự ra đi của Ryo Noguchi. Vào ngày 6 tháng 10 năm 2013, họ đã phát hành một video âm nhạc cho "Welcome to Tokyo", đó là một bản phối lại của bài hát đầu tay của họ World Order.  Vào ngày 7 tháng 12 năm 2013, họ đã phát hành một video âm nhạc cho "Last Dance".
Vào ngày 16 tháng 2 năm 2014, đã xem bản phát hành video âm nhạc của "Đây là cuộc sống".  Vào ngày 20 tháng 3 năm 2014, video âm nhạc cho "Chúc một ngày tốt lành" đã được phát hành, cũng có sự xuất hiện của các thành viên AKB48.  Video âm nhạc đã thấy World Order thực hiện vũ đạo của họ với người hâm mộ AKB48 tại sân khấu nhà hát của AKB48 khi AKB48 đang biểu diễn trước mặt họ.  Vào ngày 17 tháng 12 năm 2014, ban nhạc đã phát hành album thứ ba Have a nice day sau khi phát hành video âm nhạc của "Informal Empire", bao gồm các bản phối lại của  World Order, Machine Civilization  và  Aquarius  . "Imperialism" được phát hành dưới dạng đĩa đơn, nhưng cũng được đóng gói vào album "Have a nice day".
Vào tháng 2 năm 2015, World Order đã được giới thiệu trong buổi ra mắt mùa thứ 26 của chương trình CBS truyền hình thực tế Cuộc đua kỳ thú.  Các đội đã có cơ hội tham gia một đường vòng, nơi họ sẽ cố gắng bắt chước các bước nhảy của World Order.  Điệu nhảy được đặt thành phiên bản "Welcome to Tokyo" của bài hát WORLD ORDER.

### 2015–nay: Thay đổi đội hình, thành viên mới tham gia
Vào ngày 13 tháng 3 năm 2015, đã xem bản phát hành video âm nhạc của "The History of Voice 2015", đó là một vũ đạo gồm 6 thành viên mà không có Genki Sudo cho phiên bản rút gọn năm 2015 của Lịch sử giọng nói.  Vào ngày 27 tháng 7 năm 2015, nhóm đã đến Trung Quốc với tư cách là một đơn vị gồm 6 thành viên cho video âm nhạc "Multipolarity" của họ, trong đó có sự xuất hiện bí mật của Genki Sudo trong sự ngụy trang.
Vào tháng 10 năm 2015, Genki Sudo đã chính thức rời World Order, ngay sau khi phát hành "The Next Phase", với tư cách là thành viên khiêu vũ và ca sĩ chính, thay vào đó chọn tập trung làm giám đốc và nhà sản xuất cho nhóm.  Điều này dẫn đến World Order tiếp tục là một đơn vị gồm 6 thành viên.  Tuy nhiên, anh ấy vẫn thỉnh thoảng được đề cao như một thành viên của nhóm trong nội dung mới của họ, mặc dù anh ấy đã rời đi.  Masato Ochiai và Akihiro Takahashi đã được đưa ra làm giọng ca chính của nhóm.
Vào ngày 27 tháng 2 năm 2016, hai video âm nhạc của "Quiet Happiness" đã được phát hành, một được đặt ở Trung Quốc và một ở Ấn Độ.  Vào ngày 31 tháng 5 năm 2016, một bản phối lại của Have a Nice Day đã được phát hành dưới dạng video âm nhạc, trong đó có Genki Sudo là người biểu diễn và là giọng ca chính.
Kể từ năm 2016, nhóm đã tới Tokyo, Kyoto, Yokohama, Hoa Kỳ, Mexico, Hàn Quốc, Anh, Pháp, Đức, Trung Quốc và Ấn Độ để quay video âm nhạc của họ.
Vào ngày 11 tháng 3 năm 2017, đã thấy bản phát hành "Singularity" trên YouTube.  Video có một điệu nhảy 14 người phối hợp với 7 thành viên SKE48 khác.  Bảy thành viên SKE48 bao gồm Yuna Ego, Ryoha Kitagawa, Ruka Kitano, Haruka Kumazaki, Sana Takatera, Yuzuki Hidaka và Chikako Matsumoto.
Vào tháng 8 năm 2017, Masato Ochiai rời nhóm do tình trạng thể chất kém, khiến nhóm trở thành một đơn vị 5 thành viên.  Điều này khiến Akihiro Takahashi trở thành giọng ca chính duy nhất của nhóm. Masato Ochiai sau đó đã mở và trở thành người hướng dẫn cho Karatecise Tokyo, một sự kết hợp giữa karate và khiêu vũ.
Vào ngày 7 tháng 9 năm 2017, World Order đã phát hành một video âm nhạc cho "Find the light" dưới dạng một đơn vị 5 thành viên, được ghi ở Thái Lan.  Vào ngày 29 tháng 11 năm 2017, "One Step Forward" đã được phát hành.
Vào ngày 20 tháng 10 năm 2017, một phân đoạn hoàn toàn mới trên kênh YouTube của World Order đã bắt đầu được đặt tên là "WORLD ORDER (Almost) Weekly Journal", một video thay thế cho cuốn nhật ký, thường có tất cả các thành viên trò chuyện với nhau trên máy ảnh.  Như tên cho thấy, một tạp chí video được tải lên gần như hàng tuần.  Đã có một số bản dịch cộng đồng cung cấp cho các video này.
Vào tháng 1 năm 2018, Genki Sudo tuyên bố trở lại với tư cách là thành viên khiêu vũ của World Order, đã đưa nhóm trở lại thành một đơn vị 6 thành viên.  Vào ngày 11 tháng 3 năm 2018, họ đã phát hành "Let's start the WW3", đó là một bài hát về Donald Trump và được quay tại Hoa Kỳ.  World Order đã không mang máy quay phim ra nước ngoài, điều này khiến họ phải nhờ người qua đường trên đường phố để quay phim cho họ.  Điều này dẫn đến việc có người cướp máy ảnh của họ, tuy nhiên, sau một cuộc rượt đuổi, họ đã tìm cách lấy lại máy ảnh.
Vào tháng 6 năm 2018, Takashi Jonishi tuyên bố rời khỏi với tư cách là thành viên khiêu vũ của World Order.  Anh ấy đã tổ chức một nhóm mới có tên AirFootWorks chuyên theo phong cách gọi là "Pull-Up Dance".  Jonishi hy vọng rằng nhóm của anh ấy và World Order có thể biểu diễn cùng nhau vào một ngày nào đó.  Ông vẫn hợp tác với World Order trong hậu trường với tư cách là nhân viên kỹ thuật. Kể từ đó, anh được nhắc đến như một thành viên trong hai sự kiện trực tiếp của World Order, WWIII of Love (đạo diễn bởi Akihiro) và buổi hòa nhạc Osaka của họ.
Vào ngày 9 tháng 10 năm 2018, một video âm nhạc cho đĩa đơn "Missing Beauty" năm 2015 của Genki Sudo đã được phát hành với một vài lời bài hát đã được thay đổi, được quay tại Đài Loan.  Vào ngày 25 tháng 1 năm 2019, họ đã phát hành "Big Brother". Vào ngày 18 tháng 4 năm 2019, họ đã phát hành "Chúng ta là tất cả", được quay tại Philippines.
Vào tháng 4 năm 2019, 3 thành viên mới đã chính thức được công bố sau buổi hòa nhạc tại Osaka của họ, biến nhóm trở thành một đơn vị 7 thành viên một lần nữa.  Những thành viên mới này bao gồm: Kensuke Kimura, Kosuke Shizunaga, Takuro Kakefuda.  Kosuke và Takuro cũng đã đảm nhận vai trò ca sĩ, bên cạnh thành viên đồng thời, Akihiro.  Cùng với tin tức, cũng có thông báo rằng Genki Sudo sẽ trở lại vị trí nhà sản xuất.  Vào tháng 5 năm 2019, nhóm đã biểu diễn tại Nagoya Blue Note nổi tiếng, đó là buổi ra mắt hiệu suất của ba thành viên mới được thêm vào. Với đội hình mới này, nhóm đã đi tour du lịch của người hâm mộ từ ngày 31 tháng 8, ngày 1 tháng 9.
-
Vào ngày 16 tháng 8 năm 2019, ban quản lý của World Order đã đình chỉ dịch vụ nhật ký của trang web của họ vì lý do hành chính.  Vào ngày 22 tháng 8, World Order đã chính thức công bố cho buổi hòa nhạc trực tiếp kỷ niệm 10 năm của họ sẽ được tổ chức trong 2 ngày trong tháng 12 tại Tokyo từ ngày 20 đến 21 tại Hội trường Kanda Myojin, với hai lần trình diễn khác nhau cho buổi biểu diễn vào thứ bảy.  Vé đã được phát hành vào ngày 12 tháng 10 và cả 3 chương trình cuối cùng đã được bán hết.
Vào ngày 5 tháng 12 năm 2019, họ trở lại với đội hình mới và phát hành "Exodus", không bao gồm bất kỳ giọng hát nào.
Vào ngày 20-21 tháng 12, kỷ niệm 10 năm của họ đã diễn ra.  Cùng với đó là sự xuất hiện bất ngờ từ cả Masato và Genki, trong đó Masato đã tham gia một vài vũ đạo.  Anh ấy nhảy cho Aquarius, thay thế lúc nghỉ giải lao;  và đến Multipolarity, được giữ trong đội hình 6 thành viên khi Takuro và Keisuke nghỉ ngơi.  Nó đã được tiết lộ rằng Genki ban đầu đã từ bỏ võ thuật để trở thành một chính trị gia, và World Order là một cách để anh ấy truyền tải thông điệp chính trị của mình bằng âm nhạc trước khi đạt được mục tiêu như vậy.

## Thành viên
| WORLD ORDER ※Không theo thứ tự               | WORLD ORDER ※Không theo thứ tự | WORLD ORDER ※Không theo thứ tự  | WORLD ORDER ※Không theo thứ tự                                                       |
| Thành viên                                   | Tuổi (hiện tại)                | Hình                            | Trạng thái                                                                           |
| -------------------------------------------- | ------------------------------ | ------------------------------- | ------------------------------------------------------------------------------------ |
| Hayato Uchiyama 内山隼人 うちやま はやと     | 22/9/1980 (44)                 | Tập tin:Hayato Uchiyama2019.jpg | Thành viên ban đầu                                                                   |
| Yusuke Morisawa 森澤祐介 もりさわ ゆうすけ   | 14/3/1982(43)                  | Tập tin:Yusuke Morisawa2019.jpg | Thành viên ban đầu                                                                   |
| Akihito Takahashi 高橋昭博 たかはし あきひろ | 4/1/1979(46)                   |                                 | Tham gia vào tháng 1 năm 2010 ー Giọng ca chính thế hệ thứ hai                       |
| Ryuta Tomita 富田竜太 とみた りゅうた        | 26/6/1988(36)                  | Tập tin:Ryuta Tomita2019.jpg    | Tham gia vào tháng 4 năm 2013                                                        |
| Takuro Kakefuda 掛札拓郎 かけふだ たくろう   | 5/8/1986(38)                   |                                 | Tham gia vào tháng 5 năm 2019                                                        |
| Keisuke Kimura 木村圭佑 きむら けいすけ      | 20/12/1993(31)                 |                                 | Tham gia vào tháng 5 năm 2019                                                        |
| Kosuke Shizunaga 静永紘介 しずなが こうすけ  | 24/6/1994(30)                  |                                 | Tham gia vào tháng 5 năm 2019                                                        |
| Cựu thành viên                               |                                |                                 |                                                                                      |
| 崎山清之 さきやま きよゆき                   | 16/12/1977 (27)                |                                 | Rời ngày 12 tháng 8 năm 2011 (Thành viên ban đầu)                                    |
| 野口量 のぐち りょう                         | 13/5/1980 (44)                 |                                 | Rời ngày 30 tháng 4 năm 2013（Thành viên ban đầu）                                   |
| 落合将人 おちあい まさと                     | 27/8/1983 (41)                 |                                 | Đã tham gia tháng 1 năm 2010 - rời ngày 7 tháng 8 năm 2017 (Giọng ca chính thế hệ 2) |
| 上西隆史 じょうにし たかし                   | 13/8/1986 (38)                 |                                 | Đã tham gia tháng 8 năm 2011 - rời ngày 27 tháng 5 năm 2018                          |

Tsunekichi Takeoka là một vũ công thực tập sinh nhưng đã kết thúc vào ngày 1 tháng 8 năm 2013.
Genki Sudo đã nghỉ hưu nhà sản xuất để bắt đầu hoạt động chính trị gia.
Sau tháng 3 năm 2020, các thành viên không được sửa chữa, và phong cách hoạt động đã được thay đổi thành một phong cách dường như là tối ưu cho mỗi dự án xuất hiện.

## Danh sách đĩa nhạc

### World Order
Phát hành: 7 tháng 7 năm 2010
Nhà sản xuất: P-Vine Records
| STT | Nhan đề               | Thời lượng |
| --- | --------------------- | ---------- |
| 1.  | "World Order"         | 4:30       |
| 2.  | "Mind Shift"          | 4:58       |
| 3.  | "A Brave New World"   | 5:17       |
| 4.  | "Boy Meets Girl"      | 5:02       |
| 5.  | "Blue Boundary"       | 4:39       |
| 6.  | "Love and Everything" | 5:01       |

| DVD | DVD              | DVD        |
| STT | Nhan đề          | Thời lượng |
| --- | ---------------- | ---------- |
| 1.  | "World Order"    | 4:52       |
| 2.  | "Mind Shift"     | 5:12       |
| 3.  | "Boy Meets Girl" | 4:42       |

### 2012
Phát hành: 20 tháng 6 năm 2012
Nhà sản xuất: Pony Canyon
| STT | Nhan đề                         | Thời lượng |
| --- | ------------------------------- | ---------- |
| 1.  | "The History of Voice"          | 4:45       |
| 2.  | "2012"                          | 4:36       |
| 3.  | "Machine Civilization"          | 5:31       |
| 4.  | "Hello Atlantis"                | 4:31       |
| 5.  | "Change Your Life"              | 3:54       |
| 6.  | "Aquarius"                      | 4:14       |
| 7.  | "World Order" (Tax Haven Remix) | 4:18       |

| Blu-ray/DVD | Blu-ray/DVD            | Blu-ray/DVD |
| STT         | Nhan đề                | Thời lượng  |
| ----------- | ---------------------- | ----------- |
| 1.          | "The History of Voice" | 4:39        |
| 2.          | "2012"                 | 4:36        |
| 3.          | "Machine Civilization" | 5:40        |
| 4.          | "Change Your Life"     | 4:03        |
| 5.          | "Aquarius"             | 4:23        |

### Find the Light/Permanent Revolution
Phát hành: 28 tháng 11 năm 2012
Nhà sản xuất: Pony Canyon
| STT | Nhan đề                        | Thời lượng |
| --- | ------------------------------ | ---------- |
| 1.  | "Find the Light"               | 4:27       |
| 2.  | "Permanent Revolution"         | 3:56       |
| 3.  | "Find the Light" (Remix)       | 4:09       |
| 4.  | "Permanent Revolution" (Remix) | 3:58       |

| DVD | DVD                                             | DVD        |
| STT | Nhan đề                                         | Thời lượng |
| --- | ----------------------------------------------- | ---------- |
| 1.  | "Permanent Revolution"                          | 3:56       |
| 2.  | "Permanent Revolution" (Asiana Special Version) | 3:56       |
| 3.  | "洋服の青山 - Making of Commercial"             |            |

### Genki Sudo Presents: World Order in Budokan
Phát hành: 7 tháng 8 năm 2013
Nhà sản xuất: Pony Canyon
| Blu-ray/DVD | Blu-ray/DVD                      | Blu-ray/DVD |
| STT         | Nhan đề                          | Thời lượng  |
| ----------- | -------------------------------- | ----------- |
| 1.          | "Overture"                       |             |
| 2.          | "Noise ~ The History of Voice"   |             |
| 3.          | "World Order"                    |             |
| 4.          | "Circle"                         |             |
| 5.          | "Permanent Revolution"           |             |
| 6.          | "Change Your Life"               |             |
| 7.          | "Solo"                           |             |
| 8.          | "A Brave New World"              |             |
| 9.          | "Cross"                          |             |
| 10.         | "Muon"                           |             |
| 11.         | "Find the Light ~ Blue Boundary" |             |
| 12.         | "Intermission"                   |             |
| 13.         | "Mind Shift"                     |             |
| 14.         | "Be Man Machine"                 |             |
| 15.         | "Machine Civilization"           |             |
| 16.         | "Aquarius"                       |             |
| 17.         | "2012"                           |             |

### Have a Nice Day
Phát hành: 17 tháng 12 năm 2014
Nhà sản xuất: Pony Canyon
| Blu-ray/DVD | Blu-ray/DVD        | Blu-ray/DVD |
| STT         | Nhan đề            | Thời lượng  |
| ----------- | ------------------ | ----------- |
| 1.          | "Imperialism"      |             |
| 2.          | "Last Dance"       |             |
| 3.          | "Welcome to Tokyo" |             |
| 4.          | "This Is Life"     |             |
| 5.          | "Have a Nice Day"  |             |
| 6.          | "Informal Empire"  |             |

| STT | Nhan đề                                    | Thời lượng |
| --- | ------------------------------------------ | ---------- |
| 1.  | "Imperialism"                              | 5:34       |
| 2.  | "Last Dance"                               | 4:19       |
| 3.  | "This Is Life"                             | 4:10       |
| 4.  | "Have a Nice Day"                          | 4:02       |
| 5.  | "Informal Empire"                          | 5:19       |
| 6.  | "World Order" (Welcome to Tokyo Remix)     | 4:30       |
| 7.  | "Machine Civilization" (Inner Child Remix) | 5:59       |
| 8.  | "Aquarius" (3.8 Remix)                     | 4:48       |

| On the Road Around Japan: 2014 Zepp Tour | On the Road Around Japan: 2014 Zepp Tour | On the Road Around Japan: 2014 Zepp Tour |
| STT                                      | Nhan đề                                  | Thời lượng                               |
| ---------------------------------------- | ---------------------------------------- | ---------------------------------------- |
| 1.                                       | "Imperialism"                            |                                          |
| 2.                                       | "Permanent Revolution"                   |                                          |
| 3.                                       | "Find the Light"                         |                                          |
| 4.                                       | "Change Your Life"                       |                                          |
| 5.                                       | "A Brave New World"                      |                                          |
| 6.                                       | "Blue Boundary"                          |                                          |
| 7.                                       | "Mind Shift"                             |                                          |
| 8.                                       | "Aquarius"                               |                                          |
| 9.                                       | "2012"                                   |                                          |
| 10.                                      | "Last Dance"                             |                                          |
| 11.                                      | "World Order"                            |                                          |
| 12.                                      | "Machine Civilization"                   |                                          |

### World Order Performance Video Collection
Phát hành: 31 tháng 8 năm 2017
Nhà sản xuất: Pony Canyon
| STT | Nhan đề                          | Thời lượng |
| --- | -------------------------------- | ---------- |
| 1.  | "History of Voice 2015"          | 2:05       |
| 2.  | "Multipolarity"                  | 3:32       |
| 3.  | "The Next Phase"                 | 4:45       |
| 4.  | "Quiet Happiness"                | 3:31       |
| 5.  | "Have a Nice Day" (Shibuya Ver.) | 2:10       |
| 6.  | "Singularity"                    | 4:20       |

| Blu-ray | Blu-ray                             | Blu-ray    |
| STT     | Nhan đề                             | Thời lượng |
| ------- | ----------------------------------- | ---------- |
| 1.      | "History of Voice 2015"             | 2:08       |
| 2.      | "Multipolarity"                     | 4:21       |
| 3.      | "The Next Phase"                    | 4:53       |
| 4.      | "Quiet Happiness" (Filmed in China) | 3:32       |
| 5.      | "Quiet Happiness" (Filmed in India) | 3:33       |
| 6.      | "Have a Nice Day" (Shibuya Ver.)    | 2:06       |
| 7.      | "Singularity" (Featuring SKE48)     | 5:08       |